# Watopachnato
Watopachnato (Big Devils) /"Les gens de l'age"=Ancient people?/, jedna od bandi Assiniboin Indijanaca iz sjevernih prerija. Maximilian ih naziva Watopachnato ili "Les gens de l'age"=Ancient people?", dok se kod Deniga nazivaju Wah-to-pah-han-da-toh (Old Gauche's gens) i kod Haydena Wah-to'-pah-an-da-to, što prevode kao  'Gens du Gauche' . Američki etnolog James Owen Dorsey smatra da je maximilianov naziv bande Otopachgnato ( 'Les gens du large' ) pogrešni dupli naziv za bandu Watopachnato. 
Prema Lewisu i Clarku oni su 1804. lutali između Missourija i Saskatchewana. Bilo ih je oko 1,600 uključujući 450 ratnika, a imali su 300 teepija.